# مايك ريتشي
مايك ريتشي هو لاعب هوكي الجليد كندي، ولد في 27 أكتوبر 1971 في سكاربورو في المملكة المتحدة.

## وصلات خارجية
- مايك ريتشي على موقع دوري الهوكي الوطني (الإنجليزية)
- مايك ريتشي على موقع قاعة مشاهير الهوكي (لاعب أن.إتش.أل) (الإنجليزية)
- مايك ريتشي على موقع EliteProspects.com (الإنجليزية)
- مايك ريتشي على موقع HockeyDB.com (الإنجليزية)
- مايك ريتشي على موقع Hockey-Reference.com (الإنجليزية)
- مايك ريتشي على موقع IMDb (الإنجليزية)